# Antoine Duquesne
Antoine F.E.F.F. Duquesne (ur. 3 lutego 1941 w Ixelles, zm. 4 listopada 2010 w Brukseli) – belgijski i waloński prawnik i polityk, były minister oraz parlamentarzysta krajowy i europejski, przewodniczący frankofońskich partii liberalnych.

## Życiorys
Ukończył w 1965 studia prawnicze na Uniwersytecie w Liège. Do 1971 był asystentem na Wydziale Prawa tej uczelni, prowadził też praktykę adwokacką. W latach 70. i 80. wielokrotnie był szefem gabinetów politycznych sekretarzy stanu lub ministrów, pełnił kierownicze funkcje w krajowych komitetach ds. handlu i przedsiębiorczości. Sprawował mandat senatora (1988–1991 i 2003–2004), a także posła do Izby Reprezentantów (1991–1999, w tym od 1995 jako jej wiceprzewodniczący). Był radnym Manhay (od 1989 do 1999) i jednocześnie od 1995 burmistrzem tej miejscowości. Zasiadał także w radzie Regionu Walońskiego (1991–1995).
Dwukrotnie wchodził w skład rządu federalnego: u Wilfrieda Martensa był ministrem edukacji (1987–1988), u Guya Verhofstadta pełnił funkcję ministra spraw wewnętrznych (1999–2003).
Od 1990 do 1992 pełnił funkcję współprzewodniczącego Partii Reformatorsko-Liberalnej. W latach 2003–2004 stał na czele współtworzonego przez to ugrupowanie federacyjnego Ruchu Reformatorskiego.
W 2004 z listy MR uzyskał mandat posła do Parlamentu Europejskiego. Zasiadał w grupie Porozumienia Liberałów i Demokratów na rzecz Europy oraz w Komisji Wolności Obywatelskich, Sprawiedliwości. W 2009 nie ubiegał się o reelekcję.
Odznaczony m.in. Orderem Leopolda II klasy i Orderem Oranje-Nassau II klasy. W 1998 otrzymał honorowy tytuł ministra stanu.